# LivePlanet
LivePlanet er et produktionsselskab, der producerer i indhold til TV og nye medieplatforme. Det blev grundlagt i 2000. Selskabet blev stiftet af skuespillerne og manuskriptparret Ben Affleck og Matt Damon, samt producerne Chris Moore og Sean Bailey.

## Filmografi
- American Pie 2 (2001)
- Joy Ride (2001)
- Project Greenlight (2001)
- Push, Nevada (2002) (TV)
- The Emperor's Club (2002)
- Third Wheel (2002)
- Speakeasy (2002)
- Stolen Summer (2002)
- Matchstick Men (2003)
- The Battle of Shaker Heights (2003)
- American Wedding (2003)
- All Grown Up (2003)
- Project Greenlight 2 (2003)
- Surviving Christmas (2004)
- Tricks of the Trade: Making 'Matchstick Men (2004) (Dokumentar)
- Feast (2005)
- Project Greenlight 3 (2005)
- The Entertainer (2005) (Reality TV-program)
- Fan Club: Reality Baseball (2006)
- Gears of War: The Race to E3 (2006) (TV-film)
- Gone Baby Gone (2007)
- Finish Our Movie (2007)
- Running the Sahara (2007)